# Embrassons-nous
Ne doit pas être confondu avec Embrassons-nous, Folleville !.
Pour plus de détails, voir Fiche technique et Distribution.
Embrassons-nous (I Wonder Who's Kissing Her Now) est un film américain en Technicolor réalisé par Lloyd Bacon, sorti en 1947.
Le film retrace la carrière de Joseph E. Howard (en) (1878-1961), célèbre auteur-compositeur du début du XXe siècle, auteur de la chanson titre Goodbye, My Lady Love et Hello, My Baby entr’autres. L'acteur Mark Stevens est doublé dans le film par Buddy Clark, chanteur populaire des années 1930 et 1940.

## Synopsis
Situé au début du XXe siècle, le film se concentre sur Joseph E. Howard, un auteur-compositeur en herbe qui vend une chanson à l'interprète Lulu Madison, qui s'attribue ensuite le mérite de l'écriture. Il la confronte avec colère, mais elle le distrait en le séduisant dans sa suite d'hôtel. Pensant qu'elle peut utiliser le talent de Joe pour sa carrière, elle l'invite à être son pianiste personnel lors de sa tournée. Il accepte son invitation et fait ses adieux à Katie, la jeune nièce de son tuteur John McCullem qui lui dit au revoir à contrecœur.
Au cours de la période suivante, Joe grandit et devient un auteur-compositeur à succès. Katie le suit à Philadelphie et se joint à la tournée en mentant, disant que son oncle est mort. La présence de Katie distrait Joe, à la grande colère et jalousie de Lulu. Bien que Lulu fasse en sorte qu'il soit évident pour Katie qu'elle n'est pas heureuse de sa présence, Katie reste indifférente et continue à soutenir Joe dans sa carrière, plutôt que de travailler pour Lulu. Un soir, Lulu tente d'annuler le spectacle de Joe, et Katie réagit en ruinant le costume de Lulu, permettant ainsi à Joe de présenter sa dernière chanson, qui est accueillie par des applaudissements nourris.
Après avoir été renvoyés par Lulu, Joe et Katie forment leur propre groupe, travaillant pour les producteurs Karl et Kassel. Cependant, Joe est ensuite séduit par la séduisante interprète Fritzi Barrington pour travailler pour elle. Ils ont du succès, mais leur collaboration est de courte durée, car le soutien financier de Fritzi, une flamme du passé, est jaloux du lien entre Joe et elle et se retire. Joe et Fritzi parviennent néanmoins à monter un spectacle, qui connaît un grand succès. Ils font finalement leurs débuts à Broadway et travaillent ensemble pendant un certain temps, jusqu'à ce que Fritzi se retire pour épouser Martin Webb.
Joe, qui se sent trahi, reproche à Katie d'avoir fait fuir Fritzi, car Katie est sa doublure dans le spectacle. Quelque temps plus tard, Joe découvre que Katie travaille sous le nom de scène Pat O'Dare, en interprétant "I Wonder Who's Kissing Her Now", une chanson inédite de Joe. Katie est surprise de le voir, et ils finissent par s'embrasser.

## Fiche technique
- Titre original : I Wonder Who's Kissing Her Now
- Titre français : Embrassons-nous[1]
- Réalisation : Lloyd Bacon
- Scénario : Lewis R. Foster, Marion Turk
- Direction artistique : Richard Day, Boris Leven
- Décors : Thomas Little, Walter M. Scott
- Costumes : Bonnie Cashin, Charles Le Maire
- Photographie : Ernest Palmer
- Son : Roger Heman Sr., Arthur von Kirbach
- Montage : Louis R. Loeffler
- Musique : David Buttolph, Alfred Newman
- Production : George Jessel
- Société de production : 20th Century Fox
- Société de distribution : 20th Century Fox
- Pays de production :  États-Unis
- Langue originale : anglais américain
- Format : Technicolor — 35 mm — 1.37:1 — son monophonique
- Genre : Biographie, musical
- Durée : 104 min
- Dates de sortie :
  - États-Unis : 23 juillet 1947
  - France : 4 novembre 194

## Distribution

### Acteurs principaux
- June Haver : Katie McCullem
- Mark Stevens : Joseph E. Howard
- Martha Stewart : Lulu Madison
- Reginald Gardiner : Will Hough
- Lenore Aubert : Fritzi Barrington
- William Frawley : Jim Mason
- Gene Nelson : Tommy Yale
- Truman Bradley : Martin Webb
- George Cleveland : John McCullem

### Acteurs secondaires
(non crédités)
- Victor Adamson : un homme
- John Arledge : l'employé de bureau
- Heinie Conklin : le marchand au théâtre
- Eddie Dunn : un machiniste
- Ralph Dunn : un machiniste
- Charles Judels : Herman Bartholdy
- Ethan Laidlaw : un soldat du spectacle
- Sam McDaniel : le serveur
- Eve Miller : Anita
- William Murphy : le coursier
- Milton Parsons : M. Fennabeck
- Dewey Robinson : King Louis
- Almira Sessions : Mlle Claybourne
- Harry Seymour : Charlie
- Emmett Vogan : Harris

## Source
- Embrassons-nous et l'affiche française du film, sur EncycloCiné